# 搭羅拉和萊
搭羅拉和萊（賽夏族：Tanohila），是台灣賽夏族神話中的射日英雄，他在族人飽受兩個太陽所苦時射下其中一個拯救了族人，並且成為日姓（Tanohila）氏族的始祖。

## 傳說

### 兩個太陽
傳說中過去天空上有兩個太陽，它們輪流照耀地面使得世界上沒有夜晚，使得族人無法休息、大地也因為水都蒸發了而陷入乾枯，再加上泰雅族經常騷擾，賽夏族人陷入生存的危機。

### 射日
為了拯救族人，二十多歲的搭羅拉和萊決心將太陽射下來，他花了十幾年的時間前往太陽升起的地方，沿途還種下柚子和桂竹，最後終於抵達目的地並趁著其中一個太陽剛升起時將它射下來，世界上才因此有晝夜之分，不過搭羅拉和萊不知為何並沒有返回部落，而是持續往東前進，最後不知所蹤。

### 其他版本
除了搭羅拉和萊外，賽夏族的射日神話另外有幾種不同的版本。

#### 版本一
射日英雄（沒有留下名字）並非日姓始祖，他是在族內為了決定討伐太陽人選而舉辦的射箭比賽中代表家族贏得比賽、並且帶著自己的兩個兒子出發前往東方的日出之地，過程中他不停用石頭做為路標並種下橘子。不過在抵達東方之前，他就因為年老去世了，他的孩子們將他埋葬之後繼續前進、又花了十八年才抵達目的地，這時哥哥的年紀也已經很大了，因此由弟弟來射太陽。他們用羊皮來遮住光線，並且在上面挖一個洞來射箭，成功在其中一個太陽將要升起時將其射下來，天空頓時陷入一片陰暗，任務成功的兄弟倆便沿著先前作的路標返回部落，過程中以摘來的橘子果腹。但在回到部落後，他們卻因為夜晚出現後族人經常被野獸吃掉、還出現了颱風、下雨、雲、霜、露等自然現象而受到族人責怪，要求悔改自己的行為。賽夏族由此開始舉辦祈晴祭（ka-wazal）和祖靈祭（pasvake）。

#### 版本二
另有版本認為當初前往東方的是一群由族人挑選出來的十四、五歲男童，而太陽最後是被其中名叫Tanohila的人所射下來的，他也因此成為了日姓的始祖，被射中的太陽則變成了月亮，另外，當那群男童沿著去程途中種下的橘子樹回到部落時，他們都已經是白髮蒼蒼的老人了。